# Список астероїдів (171201—171300)
| Назва                | Тимчасове позначення | Дата відкриття  | Місце відкриття             | Відкривач                   |
| -------------------- | -------------------- | --------------- | --------------------------- | --------------------------- |
| (171201) 2005 JC49   | 2005 JC49            | 4 травня 2005   | Паломарська обсерваторія    | NEAT                        |
| (171202) 2005 JS55   | 2005 JS55            | 4 травня 2005   | Паломарська обсерваторія    | NEAT                        |
| (171203) 2005 JD57   | 2005 JD57            | 7 травня 2005   | Обсерваторія Кітт-Пік       | Spacewatch                  |
| (171204) 2005 JD60   | 2005 JD60            | 8 травня 2005   | Обсерваторія Кітт-Пік       | Spacewatch                  |
| (171205) 2005 JD61   | 2005 JD61            | 8 травня 2005   | Обсерваторія Кітт-Пік       | Spacewatch                  |
| (171206) 2005 JE62   | 2005 JE62            | 9 травня 2005   | Станція Андерсон-Меса       | LONEOS                      |
| (171207) 2005 JQ63   | 2005 JQ63            | 9 травня 2005   | Каталінський огляд          | Каталінський огляд          |
| (171208) 2005 JN64   | 2005 JN64            | 4 травня 2005   | Паломарська обсерваторія    | NEAT                        |
| (171209) 2005 JJ65   | 2005 JJ65            | 4 травня 2005   | Обсерваторія Кітт-Пік       | Spacewatch                  |
| (171210) 2005 JA69   | 2005 JA69            | 6 травня 2005   | Станція Андерсон-Меса       | LONEOS                      |
| (171211) 2005 JP69   | 2005 JP69            | 7 травня 2005   | Обсерваторія Кітт-Пік       | Spacewatch                  |
| (171212) 2005 JA70   | 2005 JA70            | 7 травня 2005   | Обсерваторія Кітт-Пік       | Spacewatch                  |
| (171213) 2005 JD72   | 2005 JD72            | 8 травня 2005   | Обсерваторія Кітт-Пік       | Spacewatch                  |
| (171214) 2005 JL73   | 2005 JL73            | 8 травня 2005   | Обсерваторія Кітт-Пік       | Spacewatch                  |
| (171215) 2005 JJ77   | 2005 JJ77            | 10 травня 2005  | Станція Андерсон-Меса       | LONEOS                      |
| (171216) 2005 JG85   | 2005 JG85            | 8 травня 2005   | Сокорро (Нью-Мексико)       | LINEAR                      |
| (171217) 2005 JN87   | 2005 JN87            | 9 травня 2005   | Каталінський огляд          | Каталінський огляд          |
| (171218) 2005 JN89   | 2005 JN89            | 11 травня 2005  | Обсерваторія Маунт-Леммон   | Обсерваторія Маунт-Леммон   |
| (171219) 2005 JU100  | 2005 JU100           | 9 травня 2005   | Станція Андерсон-Меса       | LONEOS                      |
| (171220) 2005 JF105  | 2005 JF105           | 11 травня 2005  | Обсерваторія Маунт-Леммон   | Обсерваторія Маунт-Леммон   |
| (171221) 2005 JD113  | 2005 JD113           | 10 травня 2005  | Станція Андерсон-Меса       | LONEOS                      |
| (171222) 2005 JK125  | 2005 JK125           | 11 травня 2005  | Каталінський огляд          | Каталінський огляд          |
| (171223) 2005 JY132  | 2005 JY132           | 14 травня 2005  | Обсерваторія Кітт-Пік       | Spacewatch                  |
| (171224) 2005 JD136  | 2005 JD136           | 11 травня 2005  | Каталінський огляд          | Каталінський огляд          |
| (171225) 2005 JR138  | 2005 JR138           | 13 травня 2005  | Обсерваторія Маунт-Леммон   | Обсерваторія Маунт-Леммон   |
| (171226) 2005 JR142  | 2005 JR142           | 15 травня 2005  | Паломарська обсерваторія    | NEAT                        |
| (171227) 2005 JS151  | 2005 JS151           | 4 травня 2005   | Обсерваторія Маунт-Леммон   | Обсерваторія Маунт-Леммон   |
| (171228) 2005 JO153  | 2005 JO153           | 4 травня 2005   | Каталінський огляд          | Каталінський огляд          |
| (171229) 2005 JZ154  | 2005 JZ154           | 4 травня 2005   | Обсерваторія Маунт-Леммон   | Обсерваторія Маунт-Леммон   |
| (171230) 2005 JB160  | 2005 JB160           | 7 травня 2005   | Обсерваторія Маунт-Леммон   | Обсерваторія Маунт-Леммон   |
| (171231) 2005 JC160  | 2005 JC160           | 7 травня 2005   | Обсерваторія Маунт-Леммон   | Обсерваторія Маунт-Леммон   |
| (171232) 2005 JK160  | 2005 JK160           | 7 травня 2005   | Обсерваторія Маунт-Леммон   | Обсерваторія Маунт-Леммон   |
| (171233) 2005 JU163  | 2005 JU163           | 9 травня 2005   | Обсерваторія Кітт-Пік       | Spacewatch                  |
| (171234) 2005 JO165  | 2005 JO165           | 10 травня 2005  | Обсерваторія Кітт-Пік       | Spacewatch                  |
| (171235) 2005 JZ165  | 2005 JZ165           | 11 травня 2005  | Обсерваторія Маунт-Леммон   | Обсерваторія Маунт-Леммон   |
| (171236) 2005 JR177  | 2005 JR177           | 8 травня 2005   | Обсерваторія Кітт-Пік       | Spacewatch                  |
| (171237) 2005 JZ177  | 2005 JZ177           | 9 травня 2005   | Станція Андерсон-Меса       | LONEOS                      |
| (171238) 2005 KR7    | 2005 KR7             | 19 травня 2005  | Обсерваторія Маунт-Леммон   | Обсерваторія Маунт-Леммон   |
| (171239) 2005 KO10   | 2005 KO10            | 29 травня 2005  | Обсерваторія Сайдинг-Спрінг | Обсерваторія Сайдинг-Спрінг |
| (171240) 2005 KA11   | 2005 KA11            | 31 травня 2005  | Обсерваторія Ріді-Крик      | Джон Бротон                 |
| (171241) 2005 KY11   | 2005 KY11            | 30 травня 2005  | Обсерваторія Джанк-Бонд     | Обсерваторія Джанк-Бонд     |
| (171242) 2005 LJ5    | 2005 LJ5             | 2 червня 2005   | Каталінський огляд          | Каталінський огляд          |
| (171243) 2005 LP8    | 2005 LP8             | 5 червня 2005   | Обсерваторія Ріді-Крик      | Джон Бротон                 |
| (171244) 2005 LT8    | 2005 LT8             | 1 червня 2005   | Обсерваторія Кітт-Пік       | Spacewatch                  |
| (171245) 2005 LF9    | 2005 LF9             | 1 червня 2005   | Обсерваторія Кітт-Пік       | Spacewatch                  |
| (171246) 2005 LD36   | 2005 LD36            | 13 червня 2005  | Обсерваторія Маунт-Леммон   | Обсерваторія Маунт-Леммон   |
| (171247) 2005 LJ38   | 2005 LJ38            | 11 червня 2005  | Обсерваторія Кітт-Пік       | Spacewatch                  |
| (171248) 2005 LC49   | 2005 LC49            | 10 червня 2005  | Обсерваторія Кітт-Пік       | Spacewatch                  |
| (171249) 2005 MV1    | 2005 MV1             | 19 червня 2005  | Сокорро (Нью-Мексико)       | LINEAR                      |
| (171250) 2005 MU14   | 2005 MU14            | 29 червня 2005  | Паломарська обсерваторія    | NEAT                        |
| (171251) 2005 MU35   | 2005 MU35            | 30 червня 2005  | Обсерваторія Кітт-Пік       | Spacewatch                  |
| (171252) 2005 MF53   | 2005 MF53            | 29 червня 2005  | Паломарська обсерваторія    | NEAT                        |
| (171253) 2005 NJ12   | 2005 NJ12            | 4 липня 2005    | Обсерваторія Маунт-Леммон   | Обсерваторія Маунт-Леммон   |
| (171254) 2005 NH56   | 2005 NH56            | 5 липня 2005    | Паломарська обсерваторія    | NEAT                        |
| (171255) 2005 NX89   | 2005 NX89            | 4 липня 2005    | Обсерваторія Маунт-Леммон   | Обсерваторія Маунт-Леммон   |
| 171256 Lucieconstant | 2005 PU5             | 8 серпня 2005   | Обсерваторія Сен-Сюльпіс    | Бернар Крістоф              |
| (171257) 2005 QP77   | 2005 QP77            | 25 серпня 2005  | Паломарська обсерваторія    | NEAT                        |
| (171258) 2005 QW84   | 2005 QW84            | 30 серпня 2005  | Сокорро (Нью-Мексико)       | LINEAR                      |
| (171259) 2006 BM103  | 2006 BM103           | 23 січня 2006   | Обсерваторія Маунт-Леммон   | Обсерваторія Маунт-Леммон   |
| (171260) 2006 BN132  | 2006 BN132           | 26 січня 2006   | Обсерваторія Кітт-Пік       | Spacewatch                  |
| (171261) 2006 DA33   | 2006 DA33            | 20 лютого 2006  | Обсерваторія Кітт-Пік       | Spacewatch                  |
| (171262) 2006 DA80   | 2006 DA80            | 24 лютого 2006  | Обсерваторія Кітт-Пік       | Spacewatch                  |
| (171263) 2006 DV84   | 2006 DV84            | 24 лютого 2006  | Обсерваторія Кітт-Пік       | Spacewatch                  |
| (171264) 2006 DJ92   | 2006 DJ92            | 24 лютого 2006  | Обсерваторія Маунт-Леммон   | Обсерваторія Маунт-Леммон   |
| (171265) 2006 DQ107  | 2006 DQ107           | 25 лютого 2006  | Обсерваторія Кітт-Пік       | Spacewatch                  |
| (171266) 2006 DU115  | 2006 DU115           | 27 лютого 2006  | Обсерваторія Кітт-Пік       | Spacewatch                  |
| (171267) 2006 DQ126  | 2006 DQ126           | 25 лютого 2006  | Обсерваторія Кітт-Пік       | Spacewatch                  |
| (171268) 2006 DD185  | 2006 DD185           | 27 лютого 2006  | Обсерваторія Маунт-Леммон   | Обсерваторія Маунт-Леммон   |
| (171269) 2006 DX189  | 2006 DX189           | 27 лютого 2006  | Обсерваторія Маунт-Леммон   | Обсерваторія Маунт-Леммон   |
| (171270) 2006 DP192  | 2006 DP192           | 27 лютого 2006  | Обсерваторія Кітт-Пік       | Spacewatch                  |
| (171271) 2006 EU6    | 2006 EU6             | 2 березня 2006  | Обсерваторія Кітт-Пік       | Spacewatch                  |
| (171272) 2006 ED47   | 2006 ED47            | 4 березня 2006  | Обсерваторія Кітт-Пік       | Spacewatch                  |
| (171273) 2006 FR     | 2006 FR              | 22 березня 2006 | Каталінський огляд          | Каталінський огляд          |
| (171274) 2006 FR2    | 2006 FR2             | 23 березня 2006 | Обсерваторія Кітт-Пік       | Spacewatch                  |
| (171275) 2006 FE4    | 2006 FE4             | 23 березня 2006 | Обсерваторія Кітт-Пік       | Spacewatch                  |
| (171276) 2006 FP12   | 2006 FP12            | 23 березня 2006 | Обсерваторія Кітт-Пік       | Spacewatch                  |
| (171277) 2006 FF23   | 2006 FF23            | 24 березня 2006 | Обсерваторія Кітт-Пік       | Spacewatch                  |
| (171278) 2006 FS27   | 2006 FS27            | 24 березня 2006 | Обсерваторія Маунт-Леммон   | Обсерваторія Маунт-Леммон   |
| (171279) 2006 FV29   | 2006 FV29            | 24 березня 2006 | Обсерваторія Маунт-Леммон   | Обсерваторія Маунт-Леммон   |
| (171280) 2006 FY34   | 2006 FY34            | 24 березня 2006 | Обсерваторія Кітт-Пік       | Spacewatch                  |
| (171281) 2006 FJ36   | 2006 FJ36            | 24 березня 2006 | Сокорро (Нью-Мексико)       | LINEAR                      |
| (171282) 2006 FK41   | 2006 FK41            | 26 березня 2006 | Обсерваторія Маунт-Леммон   | Обсерваторія Маунт-Леммон   |
| (171283) 2006 FK47   | 2006 FK47            | 23 березня 2006 | Каталінський огляд          | Каталінський огляд          |
| (171284) 2006 FL47   | 2006 FL47            | 24 березня 2006 | Станція Андерсон-Меса       | LONEOS                      |
| (171285) 2006 FM49   | 2006 FM49            | 25 березня 2006 | Станція Андерсон-Меса       | LONEOS                      |
| (171286) 2006 FF51   | 2006 FF51            | 30 березня 2006 | Сокорро (Нью-Мексико)       | LINEAR                      |
| (171287) 2006 GK3    | 2006 GK3             | 7 квітня 2006   | Обсерваторія Столова Гора   | Дж. Янґ                     |
| (171288) 2006 GY21   | 2006 GY21            | 2 квітня 2006   | Обсерваторія Кітт-Пік       | Spacewatch                  |
| (171289) 2006 GE31   | 2006 GE31            | 2 квітня 2006   | Обсерваторія Кітт-Пік       | Spacewatch                  |
| (171290) 2006 GA32   | 2006 GA32            | 6 квітня 2006   | Каталінський огляд          | Каталінський огляд          |
| (171291) 2006 GH35   | 2006 GH35            | 7 квітня 2006   | Сокорро (Нью-Мексико)       | LINEAR                      |
| (171292) 2006 GS38   | 2006 GS38            | 6 квітня 2006   | Каталінський огляд          | Каталінський огляд          |
| (171293) 2006 GV38   | 2006 GV38            | 6 квітня 2006   | Обсерваторія Сайдинг-Спрінг | Обсерваторія Сайдинг-Спрінг |
| (171294) 2006 GX38   | 2006 GX38            | 7 квітня 2006   | Каталінський огляд          | Каталінський огляд          |
| (171295) 2006 HD1    | 2006 HD1             | 18 квітня 2006  | Станція Андерсон-Меса       | LONEOS                      |
| (171296) 2006 HN1    | 2006 HN1             | 18 квітня 2006  | Каталінський огляд          | Каталінський огляд          |
| (171297) 2006 HX2    | 2006 HX2             | 18 квітня 2006  | Обсерваторія Кітт-Пік       | Spacewatch                  |
| (171298) 2006 HV3    | 2006 HV3             | 18 квітня 2006  | Обсерваторія Кітт-Пік       | Spacewatch                  |
| (171299) 2006 HK6    | 2006 HK6             | 18 квітня 2006  | Станція Андерсон-Меса       | LONEOS                      |
| (171300) 2006 HV7    | 2006 HV7             | 20 квітня 2006  | Обсерваторія RAS            | Ендрю Лов                   |